# John Brown Francis
John Brown Francis (Philadelphia, 1791. május 31. – Warwick, 1864. augusztus 9.) az Amerikai Egyesült Államok szenátora (Rhode Island, 1844–1845).